# 班特市 (印第安納州)
班特市（英語：Bainter Town）是位於美國印地安納州埃爾克哈特縣的一個非建制地區。該地的面積和人口皆未知。